# 大澤信號場

信號場結構 A:往伊那田島 B:往高遠原

大澤信號場（日语：／ Ōsawa shingōjō */?）是位於日本長野縣上伊那郡松川町上片桐的東海旅客鐵道（JR東海）飯田線號誌站。在伊那田島站與高遠原站之間。

## 历史
- 1966年（昭和41年）3月25日 - 由於要增加飯田線的班次，所有新設信號場。
- 1983年（昭和58年）2月24日 - 信號場無人化。
- 1987年（昭和62年）4月1日 - 因國鐵分割民營化，本站成為東海旅客鐵道的信號場。

## 相鄰車站
東海旅客鐵道
飯田線
伊那田島－大澤號誌站－高遠原